# Pałac Posejdona
Pałac Posejdona (gruz. პოსეიდონის სასახლე, trb. poseidonis sasachle; ros. Дворец Посейдона) – opowiadania gruzińskiego pisarza Tamaza Cziladze, wydane w 1971 roku.
Pałac Posejdona to zbiór opowiadań gruzińskiego pisarza, poety i dramaturga, wielokrotnie nagradzanego za swoją twórczość. Tytułowe opowiadanie zawiera przeżycia i refleksje autora podsumowujące jego ówczesne, czterdziestoletnie życie. W innym, zatytułowanym Lokatorzy, Tamaz Cziladze, uczynił głównym bohaterem nauczyciela mieszkającego w Batumi, niemogącego poradzić sobie z doświadczeniami wojennymi i złymi relacjami z synem. Opowiadanie Skończyła się zima poświęcił ukazaniu życia współczesnej mu inteligencji gruzińskiej. Cała książka zawiera wiele refleksji pisarza o otaczającym go świecie i próbie odnalezienia w nim własnego, indywidualnego ja. 